# 新开河 (通辽)
新开河，位于中国东北地区一条人工河道，西起内蒙古自治区开鲁县西端麦新镇台河口水利枢纽，蜿蜒向东流经内蒙古阿鲁科尔沁旗、开鲁县北部、科尔沁左翼中旗中部，过科尔沁左翼中旗巴彦塔拉镇玻璃山后成为内蒙古与吉林省的界河，最后于科尔沁左翼中旗东南端小瓦房村东南汇入西辽河。河长384千米，流域面积8942.8平方千米。新开河呈半月形弯曲，流域地处半干旱地区，水量不丰。